# Italie au Concours Eurovision de la chanson 1976
L'Italie a participé au Concours Eurovision de la chanson 1976 à La Haye, aux Pays-Bas. C'est la 21e participation italienne au Concours Eurovision de la chanson.
Le pays est représenté par Al Bano et Romina Power et la chanson We'll Live It All Again, sélectionnés en interne par la Radiotelevisione Italiana (RAI).

## Sélection
Le radiodiffuseur italien, la Radiotelevisione Italiana, choisit l'artiste et la chanson en interne pour représenter l'Italie au Concours Eurovision de la chanson 1976.
Lors de cette sélection, ce sont Al Bano et Romina Power avec la chanson We'll Live It All Again, également écrite par le duo interprète et composée par Detto Mariano, qui furent choisies.

## À l'Eurovision

### Points attribués par l'Italie
| 12 points | Irlande     |
| 10 points | Israël      |
| 8 points  | Belgique    |
| 7 points  | Monaco      |
| 6 points  | France      |
| 5 points  | Grèce       |
| 4 points  | Royaume-Uni |
| 3 points  | Espagne     |
| 2 points  | Pays-Bas    |
| 1 point   | Portugal    |

### Points attribués à l'Italie
| 12 points | 10 points                   | 8 points  | 7 points | 6 points                 |
| --------- | --------------------------- | --------- | -------- | ------------------------ |
| - Irlande | - France - Grèce - Portugal | - Suisse  |          | - Finlande - Yougoslavie |
| 5 points  | 4 points                    | 3 points  | 2 points | 1 point                  |
|           |                             | - Norvège | - Israël | - Autriche - Royaume-Uni |

Al Bano et Romina Power interprètent We'll Live It All Again en 13e position, après l'Espagne et avant l'Autriche. Au terme du vote final, la Italie termine 7e sur 18 pays avec 69 points.